# غيرترود بلانش
غيرترود بلانش (بالإنجليزية: Gertrude Blanch)‏ هي عَالِمَة حاسوب ورياضياتية أمريكية، ولدت في 1897 في بولندا، وتوفيت في 1996 في سان دييغو في الولايات المتحدة.